# Hieró d'Atenes
Hieró d'Atenes (en llatí Hieron, en grec antic Ἱέρων) fou un polític atenenc, un dels Trenta Tirans establerts a Atenes el 404 aC. L'esmenta Xenofont, però no dona detalls de la seva biografia. Com d'altres membres dels Trenta Tirans, no era un personatges molt conegut.